# تاريخ تطوان
يمتد تاريخ تطوان على مدى أكثر من ألفي سنة، يبدأ تاريخها مستوطنة موريطنية أمازيغية تسمى تمودا، وتقع بالقرب من تطوان الحالية على الضفة الجنوبية لوادي مرتيل. في عهد الإمبراطور أوغسطس، أصبحت تامودا جزءًا من المقاطعة الرومانية موريطنية الطنجية .
في عام 1286، بنى المرينيون القصبة والمسجد، واعتمدت تطوان قاعدة لتحرير مدينة سبتة في عام 1305م عندما قام الملك المريني أبو ثابت عامر بتوسيع المدينة وتحصينها. لكنها دمرت من طرف الملك الإسباني هنري الثالث المدينة سنة 1399م، قبل أن يعيد علي المنظري بنائها.
تطوان هي مركز مغربي مشهور متعدد الثقافات. فهي مدرجة ضمن مواقع التراث العالمي لليونسكو منذ عام 1997. كما أنها جزء من شبكة المدن المبدعة في اليونسكو بمجال الحرف والفنون الشعبية منذ عام 2017. ويبلغ عدد سكانها حاليا 380787 نسمة، وتأتي في المركز الحادي عشر كأكبر المدن في المغرب والمركز الثاني بجهة طنجة تطوان الحسيمة الإدارية.

## ما قبل الاسلام
تقع مدينة تمودا القديمة على بعد أميال قليلة خارج حدود مدينة تطوان الحالية. يعود تاريخ هذه المستوطنة التي بُنيت من طرف من قبل الأمازيغ المور إلى القرن الثالث قبل الميلاد. عُثر على قطع أثرية من العصر الموريطني والروماني بها. شكل الفخار والقطع النقذية جزءا كبيرا من المواد الأثرية التي عُثر عليها بهذا الموقع. هدمت المدينة بعد ثورة إيديمون ضد الرومان، ليعاد بناؤها كحصن روماني، ثم أصبحت مستعمرة رومانية تحت الإمبراطور أوغسطس بعد ذلك.

## إعادة البناء

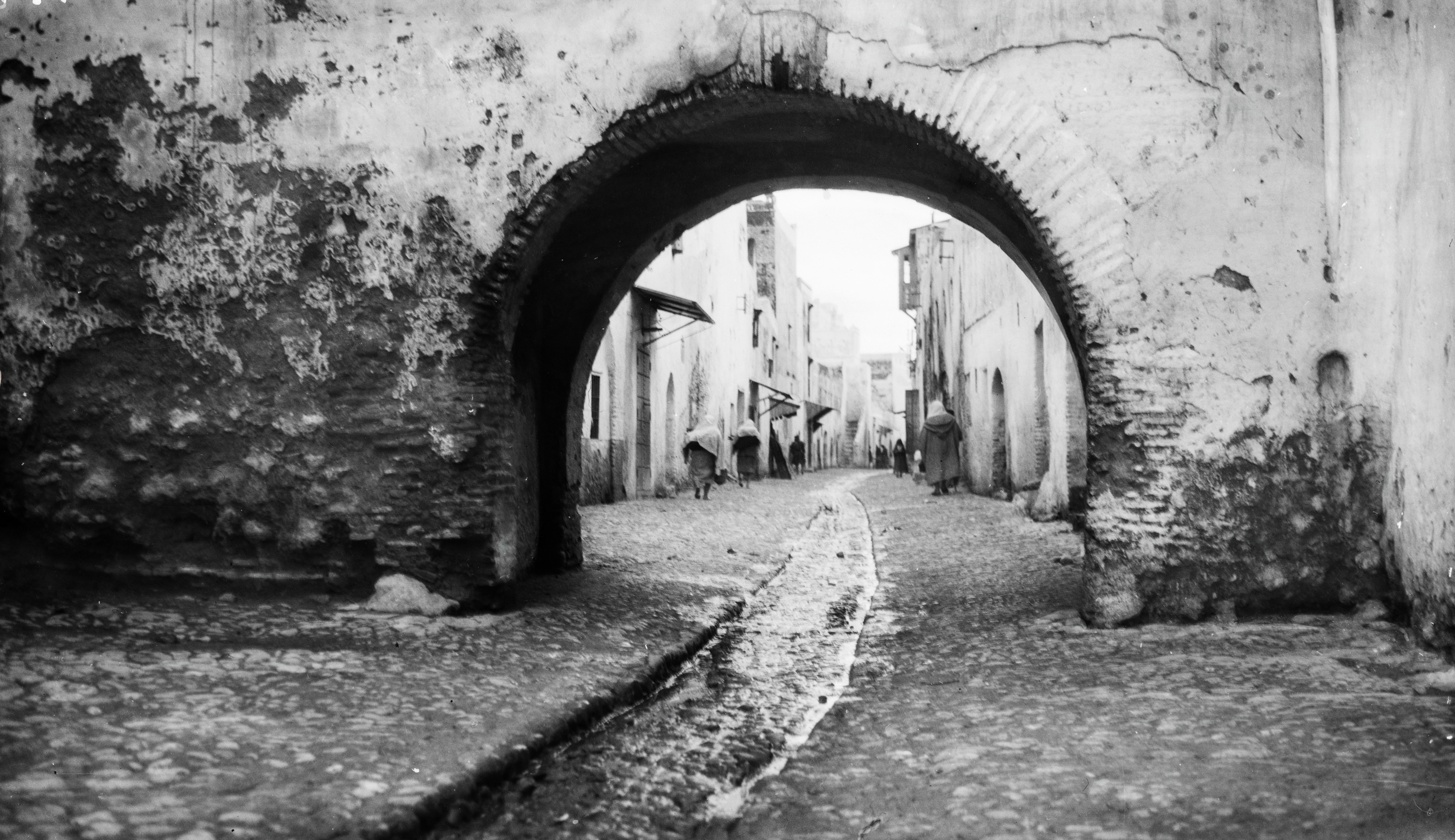
شارع في المدينة القديمة - تصوير الطيار والمصور السويسري والتر ميتلهولزر (1928)

شُيّدت القصبة المرينية والمسجد بتطوان أيام السلطان يوسف بن يعقوب المريني سنة 1287م، ثم رمّمت وحصنت على عهد السلطان أبو ثابت عامر سنة 1308م. وقد جعله كقاعدة عسكرية يقال أن الهدف من ذلك كان الانطلاق منها لتحرير مدينة سبتة.
في عام 1431 م، دُمرت وأُحرقت المدينة واستعباد الكثير من سكان من قبل القشتاليين، بدعوى أن القراصنة استخدموها كقاعدة لهجماتهم الانتقامية ضد الأوروبيين. وقد كان البرتغاليون في ذلك الوقت يحتلون سبتة المجاورة، وفي عام 1436 م، أرسل قائدها بيدرو دي مينيسيس حاميته تحت قيادة ابنه دوارتي للإغارة على تطوان، التي كانت لا تزال تتعافى من الدمار القشتالي، من أجل منعها من أن تصبح تهديدًا لطموحات الإمبراطورية البرتغالية في توسعها شمال المغرب.
يبدأ تاريخ المدينة الحديث منذ أواخر القرن الخامس عشر، عند سقوط غرناطة سنة 1492 على يد الملوك الكاثوليك فردناند وإيزابيلا. خرج آلاف من المسلمين وكذلك اليهود من الأندلس ليستقروا في شمال المغرب عموما وعلى أنقاض مدينة تطوان القديمة، التي هُجرت لمدة خمسة وتسعين عامًا، سيعاد بناؤها ويسكنها علي المنظري، الذي قدم نفسه إلى سلطان فاس بعد أن كان طرده فرديناند الثاني ملك أراغون من إسبانيا، فعرفت هذه المدينة بعد ذلك مرحلة مزدهرة من الإعمار والنمو في شتى الميادين، وأصبحت مركزا لاستقبال الحضارة الأندلسية.
أصبحت تطوان مأهولة بالمهاجريين الأندلسيين المسلمين من مملكة غرناطة ، الذين فروا من الزخم المتزايد للقشتاليين. دخل هؤلاء الأندلسيون في صراع مع بعض قبئل جبالة مثل بني حزمر ، ولذلك طلبوا الحماية من السلطان الوطاسي. ردا على ذلك ، أرسل جنوده لحماية المهاجرين. في المقابل، دفع الأندلسيون مبلغًا كبيرًا، مما يضمن استقلاليتهم. وعلى الفور، بدأ الأندلسيون بمساعدة قبائل الجبال المحيطة، بمضايقة المستعمرات الإسبانية على الساحل المغربي. أدت هذه الهجمات إلى تدمير الأسبان لميناء المدينة عام 1565.

## الجهاد البحري
يمكن فهم هذه الفترة من تاريخ المدينة ضمن السياقات الجيوسياسية والدينية. كان العثمانيون قد استولوا في ذلك الوقت على القسطنطينية عام 1453 م معلنين نهاية الإمبراطورية البيزنطية. بدأ البرتغاليون بعد ذلك غزوهم الاستعماري من خلال الاستيلاء على بعض الموانئ على الساحل الغربي للمغرب في عام 1487 م. وبعد بضع سنوات، سقطت غرناطة في أيدي ملوك إسبانيا الكاثوليكية إيزابيلا الأولى ملكة قشتالة وفرديناند الثاني ملك أراغون. تلا ذلك هجرات كثيفة للمسلمين في الأندلس الى مدن بلاد المغرب.
في وقت مبكر، وبالضبط ما بين سنتي 1530 و1540 م، في الوقت الذي كانت فيه مملكة قشتالة والإمبراطورية العثمانية تتنازعان للسيطرة على الجزء الغربي من البحر الأبيض المتوسط، كانت القرصنة تنتشر وسرعان ما أصبحت تطوان واحدة من المراكز الرئيسية للقراصنة في المنطقة. اعتبر كورسير العمليات البحرية للقراصنة على أنها شكل من أشكال الانتقام من سقوط الأندلس الذي أدى إلى فقدان منازلهم، خاصة أن التوقيت تزامن مع أول تدفق للمورسكيين إلى تطوان بسبب التهجيرات القسرية التي واجهوها في إسبانيا بين 1501 و1526 م. وكان من بين المتعاونين معهم مرتدون إنجليز وهولنديون، وكان معظمهم من البروتستانت على الرغم من أن قلة منهم تحولوا إلى الإسلام.

## اليهود بالمدينة
كانت تطوان موطنًا لجالية يهودية سفاردية كبيرة هاجرت من الأندلس بعد محاكم التفتيش الإسبانية. كانت هذه الجالية اليهودية السفاردية تتحدث شكلاً من أشكال اللغة اليهودية الإسبانية المعروفة باسم الحكيتية.
في عام 1790 م، بدأ السلطان يزيد مذبحة ضد اليهود الذين كانوا يعيشون في حي الملاح الذي يقع داخل المدينة القديمة، فتعرضت منازلهم للنهب، واغتصبت الكثير من النساء. وبحلول عام 1860 م، كان بالمدينة ما مجموعه ستة عشر كنيس يهوديًا في تطوان، على الرغم من أن بعض الروايات الأخرى تتحدث عن ثمانية عشر كنيسًا. لكن بعد الهجرة الجماعية من المغرب عام 1948 م، بقي عدد قليل جدًا من اليهود في تطوان. فبحلول عام 1967 م، تبقى فقط 12 عشر يهوديا يسكنون بالمدينة. خلال تلك الفترة، هاجر الكثيرون إلى أمريكا الجنوبية، وبعد ذلك إلى إسرائيل وإسبانيا وفرنسا وكندا. اليوم، الكنيس الوحيد المتبقي هو معبد الحاخام إسحاق بن قوليد الذي يعمل كمتحف.
يهود تطوان لديهم مقابرهم الخاصة. عمرها أكثر من 500 عام، مع ما يقرب من 35000 شاهد قبر، مما يجعلها أكبر مقبرة يهودية في المغرب.